# Hypselodoris bayeri
Hypselodoris bayeri är en snäckart som först beskrevs av Ev. Marcus och Er. Marcus 1967.  Hypselodoris bayeri ingår i släktet Hypselodoris och familjen Chromodorididae. Inga underarter finns listade i Catalogue of Life.